# جورج أدلر
جورج أدلر (بالألمانية: Georg Christian Adler)‏ (و. 1724 – 1804 م) هو فقيه لغوي، وعالم آثار، وعالم عقيدة، من ألمانيا، ولد في برندنبورغ آن در هاول، توفي عن عمر يناهز 80 عاماً.

## التعليم
تعلم في جامعة هاله.